# 425 Fifth Avenue
425 Fifth Avenue je mrakodrap v New Yorku. Má 55 podlaží a výšku 188 metrů. Jeho výstavba probíhala v letech 2001 - 2003 podle projektu společnosti Michael Graves & Associates. V budově se nachází kancelářské prostory a ve vyšších patrech i luxusní byty.